# Удовицкий, Андрей Иванович
Андрей Иванович Удовицкий (31 августа 1879 — 4 февраля 1962) — русский офицер, герой Первой мировой войны, участник Белого движения.

## Биография
Казак, уроженец Полтавской губернии. Общее образование получил дома.
С началом Первой мировой войны — подпрапорщик 188-го пехотного Карсского полка. 1 октября 1914 года был произведен в прапорщики Главнокомандующим армиями Юго-Западного фронта (производство утверждено Высочайшим приказом от 27 мая 1915 года). Произведен в подпоручики 18 января 1916 года. Удостоен ордена Св. Георгия 4-й степени
За то, что, будучи в чине подпоручика, в бою 2 июня 1916 года, у д. Гниловоды (Галиция), несмотря на убийственный огонь австрийцев, прорвав три ряда проволочных заграждений, 3-я рота, имея впереди себя своего неустрашимого и самоотверженного командира — штабс-капитана Удовицкого, первая ворвалась в окопы, штыками уничтожила почти всех его защитников-германцев, оказавших ожесточенное сопротивление, и взяла три действовавшие пулемета, из которых один взят лично штабс-капитаном Удовицким. Неудержимым и стремительным ударом в штыки штабс-капитан Удовицкий увлек за собою и соседние роты полка, чем оказал решительное влияние на успешный исход боя.
Произведен в поручики 1 сентября 1916 года, в штабс-капитаны — 9 января 1917 года.
В Гражданскую войну участвовал в Белом движении на Юге России. Во ВСЮР и Русской армии — в 3-м Корниловском полку до эвакуации Крыма. Был ранен в октябре 1920 года в ходе Заднепровской операции. На 18 декабря 1920 года — в 9-й роте Корниловского полка в Галлиполи. Капитан.
Осенью 1925 года — в составе Корниловского полка в Бельгии. В эмиграции там же. Подполковник. Скончался в 1962 году в Льежской провинции. Похоронен на военном кладбище Робермон.

## Награды
- Орден Святой Анны 4-й ст. с надписью «за храбрость» (ВП 31.10.1915)
- Орден Святой Анны 3-й ст. с мечами и бантом (ВП 26.04.1916)
- Орден Святого Станислава 3-й ст. с мечами и бантом (ВП 15.05.1916)
- Орден Святого Георгия 4-й ст. (ВП 26.01.1917)
- Орден Святого Станислава 2-й ст. с мечами (ПАФ 13.03.1917)